# Olivier Perraudeau
Olivier Perraudeau, né le 9 novembre 1972 à Challans (Vendée), est un ancien coureur cycliste français. 

## Biographie
Professionnel de 1998 à 2003, il termine lanterne rouge de son premier Tour de France en 2000. Après sa carrière de coureur cycliste, il se reconvertit dans la course à pied à partir de 2013.

## Palmarès
- 1992
  - 4e étape du Tour des Landes
- 1993
  - 3e étape du Tour de Loire-Atlantique
  - 3e de la Flèche Charente limousine
- 1994
  - Flèche Charente limousine
  - 3e de Jard-Les Herbiers
- 1995
  - Grand Prix de Vougy
  - 2e de Bourg-Oyonnax-Bourg
  - 2e du Bol d'Air creusois
- 1996
  - 7e étape du Circuit des plages vendéennes
  - 2e du Circuit berrichon
  - 2e du Circuit de Vendée
  - 2e de Jard-Les Herbiers
  - 3e du Circuit des plages vendéennes
  - 3e de Paris-Rouen
- 1997
  - Circuit des plages vendéennes :
    - Classement général
    - 1re étape

  - Bordeaux-Saintes
  - Tour du Canton de Saint-Ciers
  - 2e du Circuit de Vendée
  - 3e du Circuit de la vallée de la Loire
  - 3e du Grand Prix Cristal Energie
  - 3e du Grand Prix de la ville de Pérenchies

## Résultats sur les grands tours

### Tour de France
2 participations
- 2000 : 127e et lanterne rouge
- 2001 : 138e